# Ducula carola
Il piccione imperiale macchiato o piccione imperiale collogrigio  (Ducula carola Bonaparte, 1854) è un uccello della famiglia dei Columbidi diffuso nelle Filippine.

## Tassonomia
Comprende le seguenti sottospecie:
- D. c. carola (Bonaparte, 1854) - Luzon, Mindoro e Sibuyan;
- D. c. nigrorum (J. Whitehead, 1897) - Negros e Siquijor;
- D. c. mindanensis (Ogilvie-Grant, 1905) - Mindanao.